# Grönskinn
Grönskinn (Byssocorticium atrovirens) är en svampart som först beskrevs av Elias Fries, och fick sitt nu gällande namn av Bondartsev & Singer 1944. Grönskinn ingår i släktet Byssocorticium och familjen Atheliaceae.  Arten är reproducerande i Sverige. Inga underarter finns listade i Catalogue of Life.

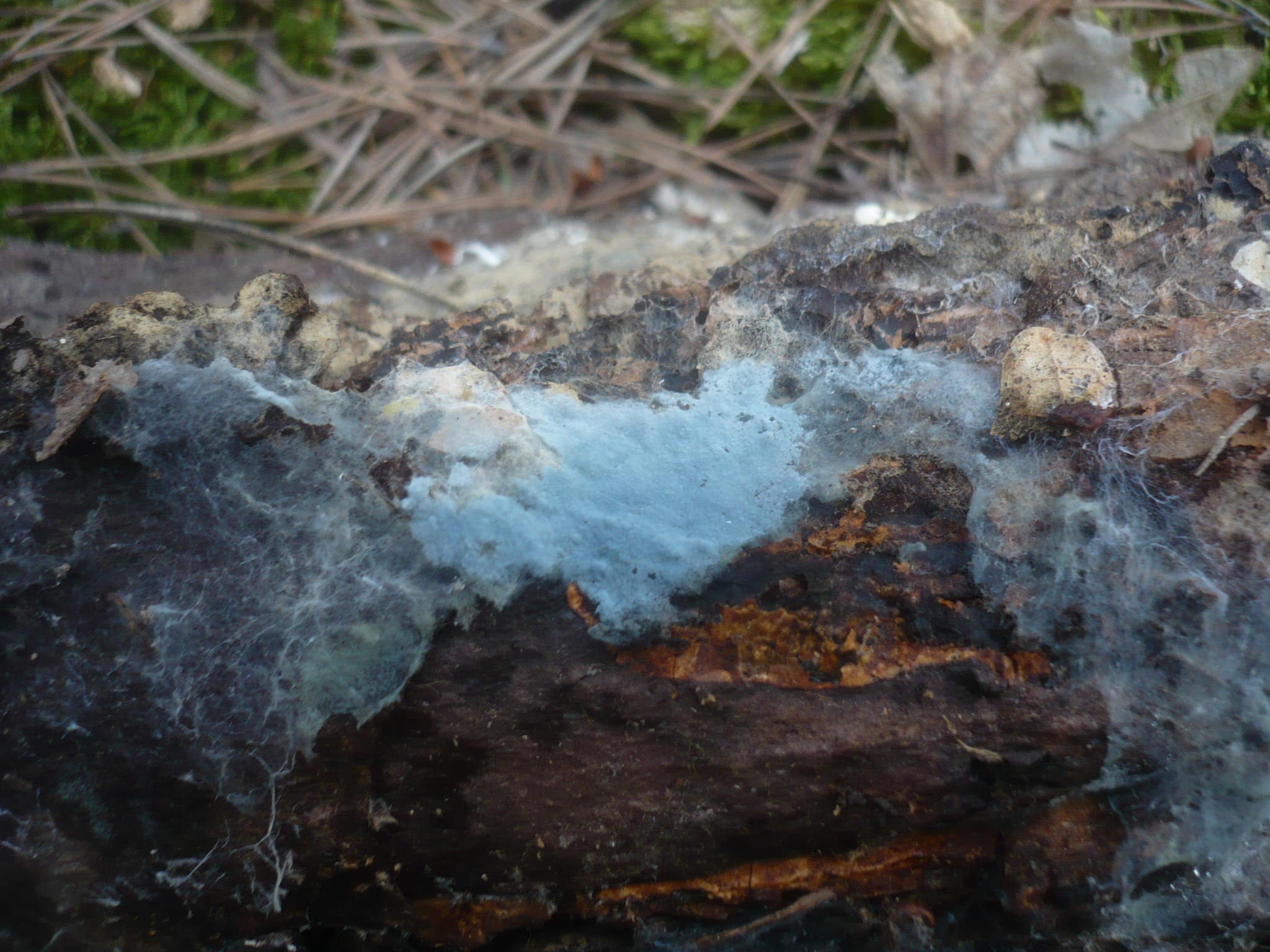
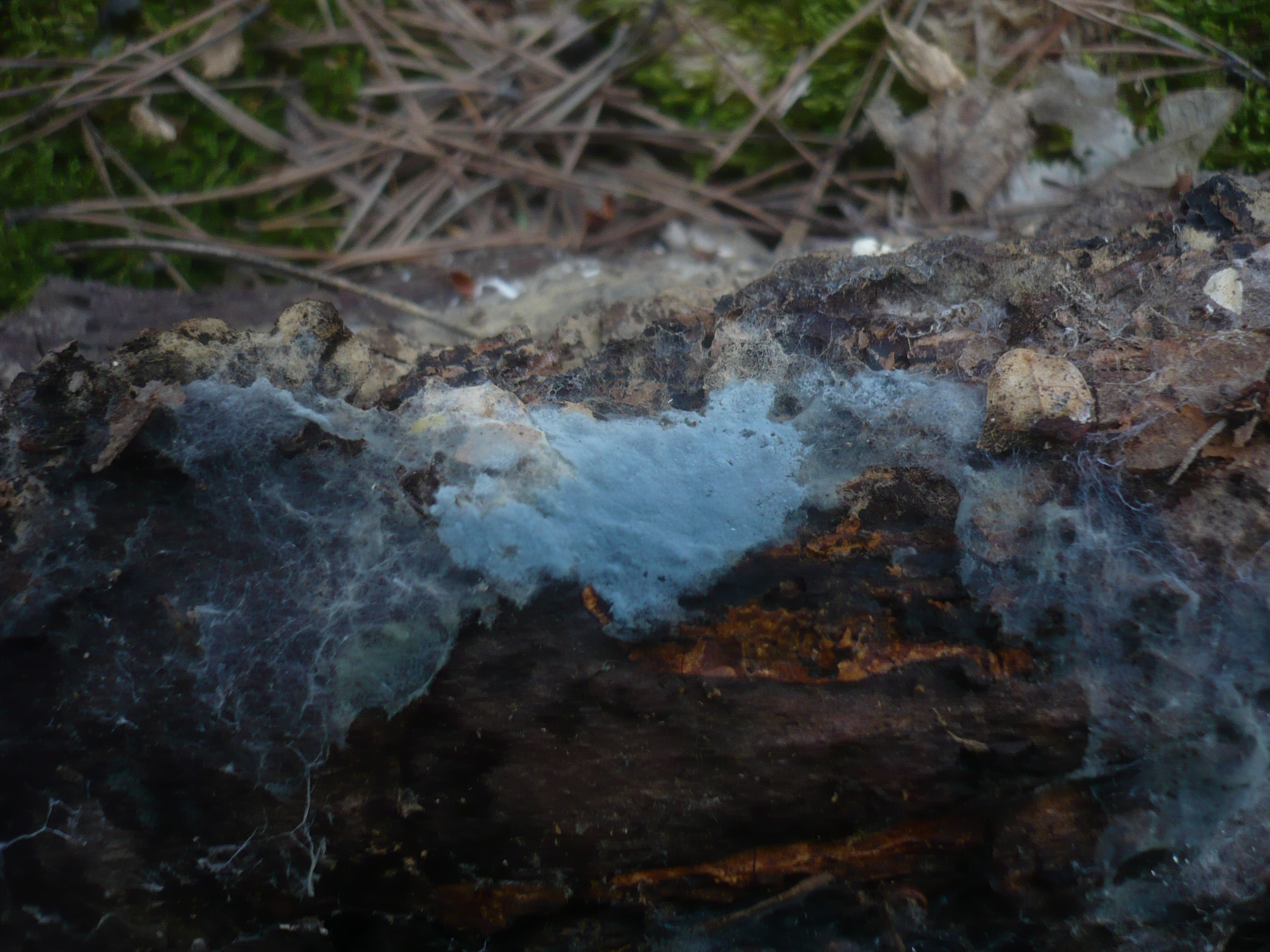
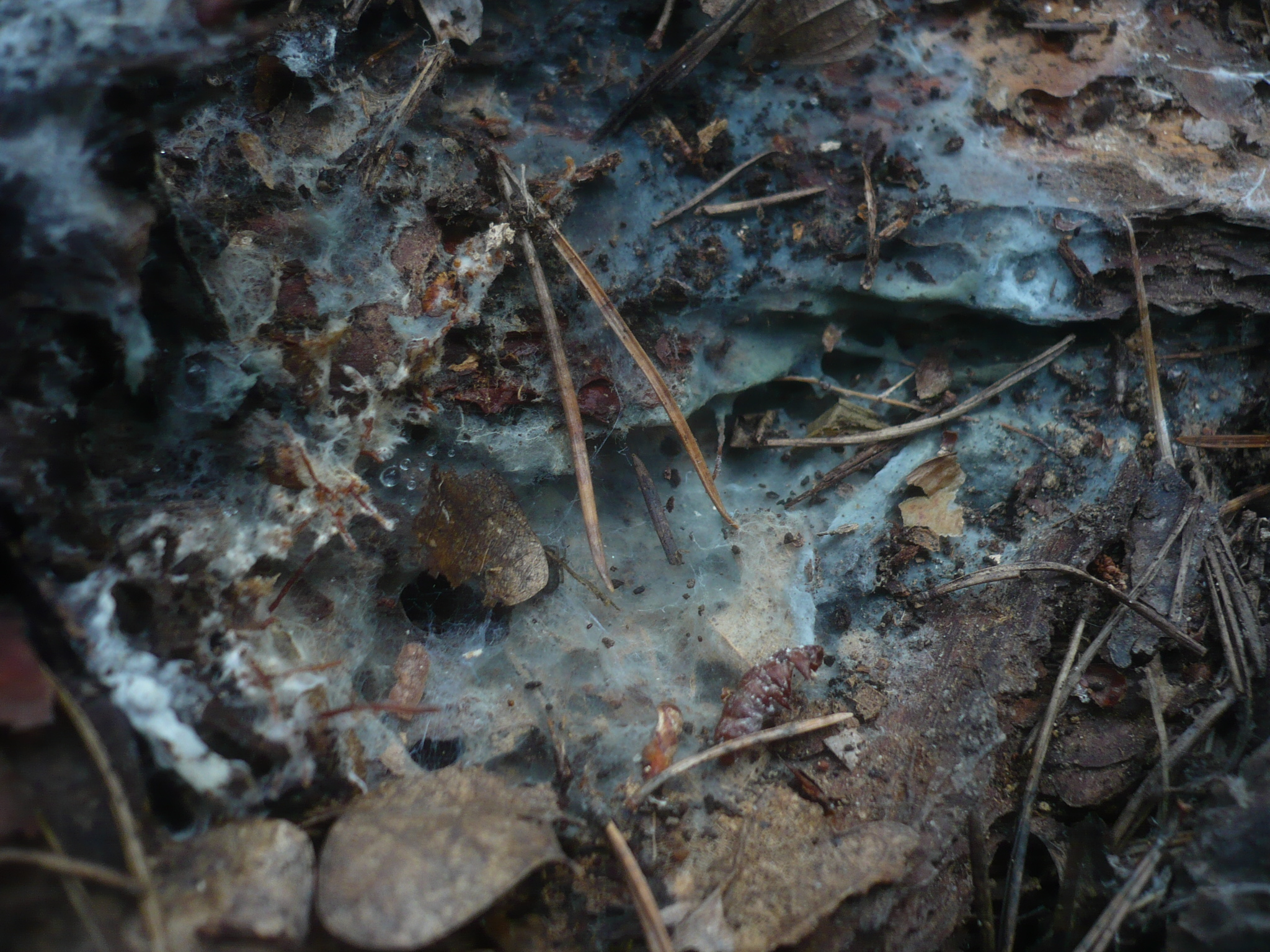
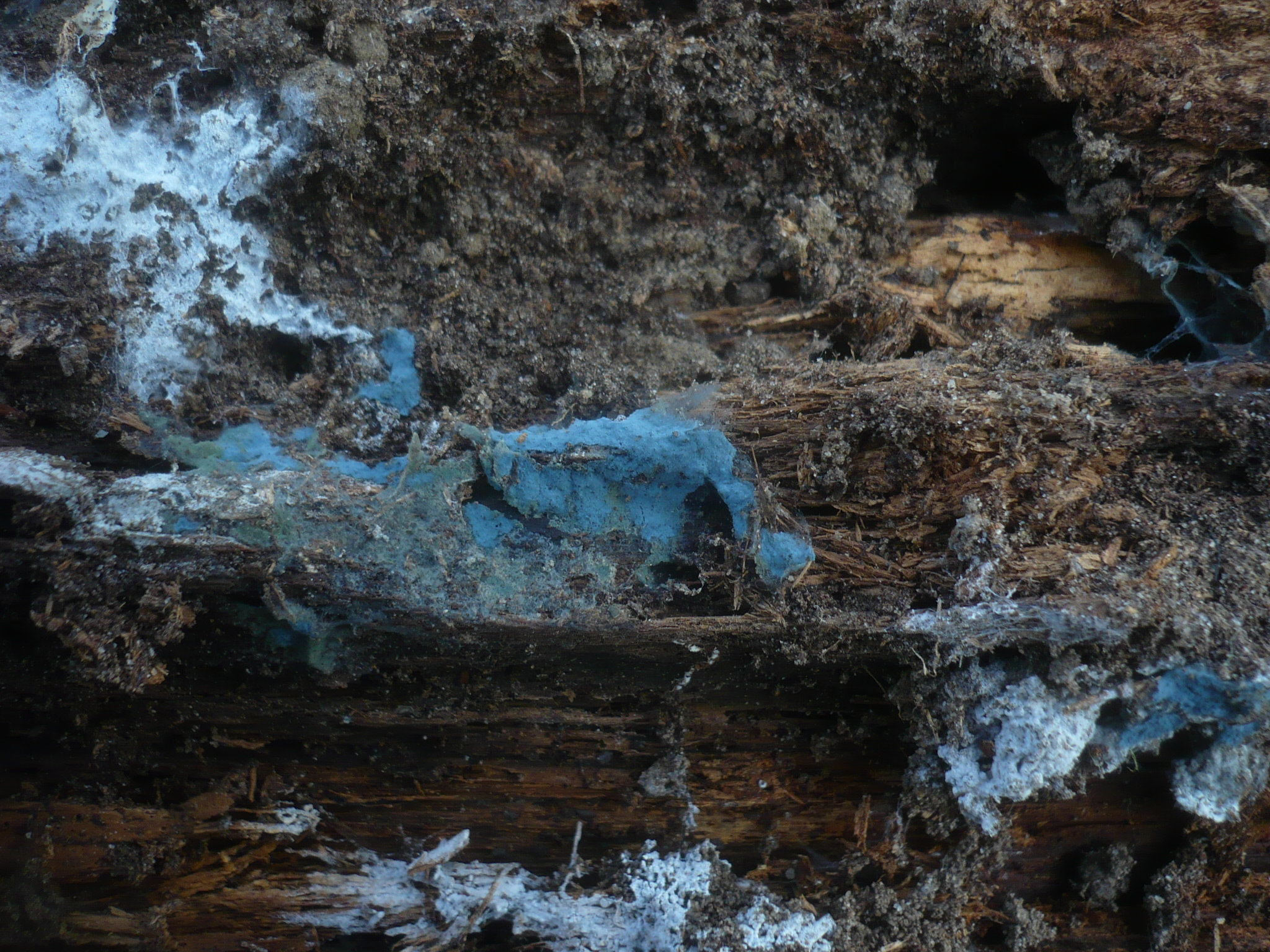
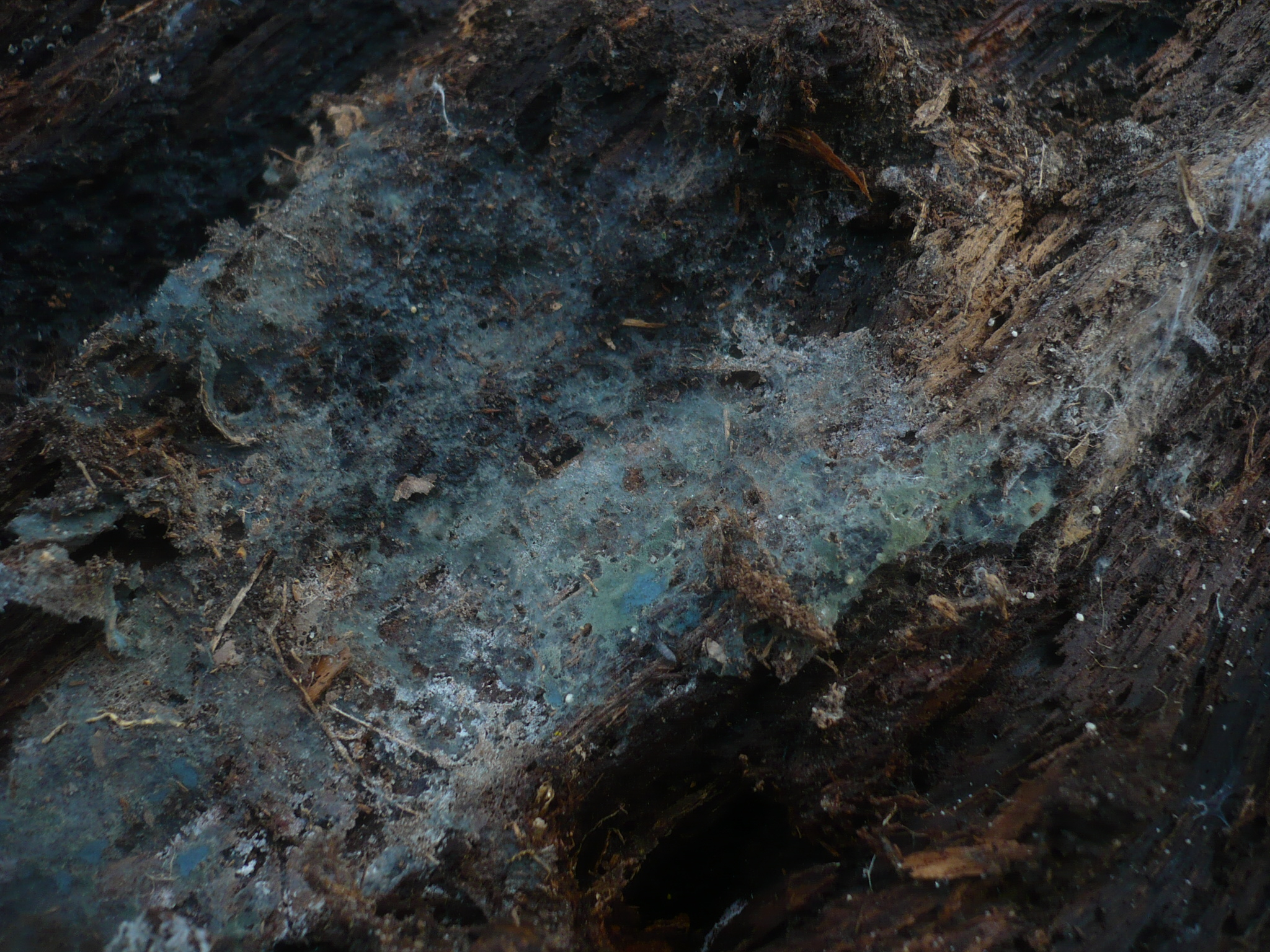
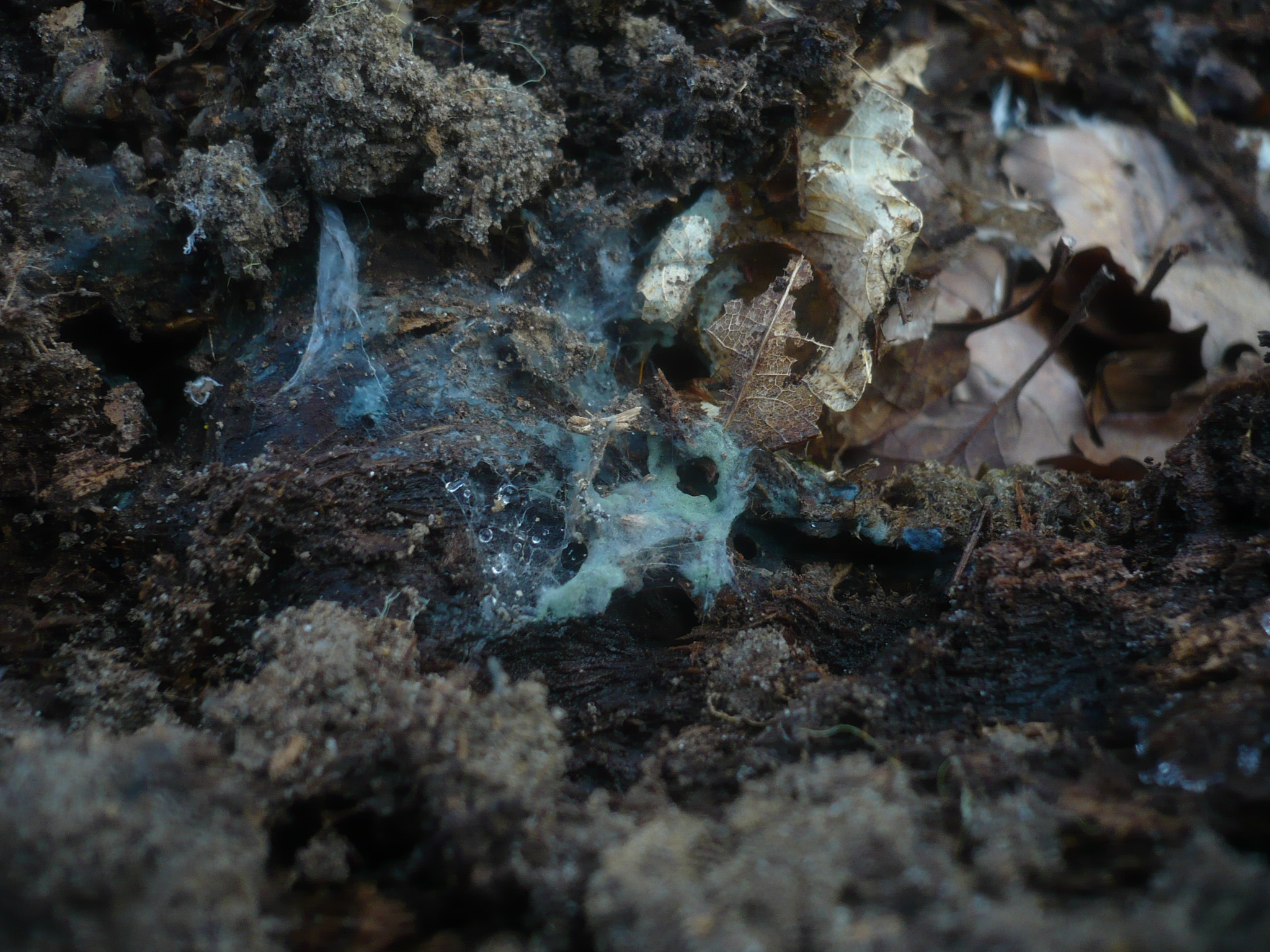